# Leo Montada
 Leo Montada (* 18. März 1938) ist ein deutscher Psychologe und Hochschullehrer.

## Beruflicher Werdegang
Leo Montada wurde als Sohn von Helena Schmitz und Alois Montada in Körprich an der Prims geboren; dieser war aus Metz gebürtig und Amtsbürgermeister der Gemeinde Nalbach (1945–1949), danach Rektor der Katholischen Volksschule Körprich (1949–1965). Leo Montada besuchte das Gymnasium in Dillingen/Saar, wo er im Jahr 1957 das Abitur machte.
Nach dem Diplom an der Universität des Saarlandes in Saarbrücken (1962) und der Promotion an der Universität Konstanz (1967) erhielt Montada 1971 eine H3-Professur für Pädagogische Psychologie an der Universität Konstanz. 1972 folgte er einem Ruf an die Universität Trier, wo er bis zu seiner Emeritierung im Jahre 2003 wirkte.
Neben seiner Tätigkeit an der Universität war Montada von 1979 bis 2004 zugleich Direktor des Zentrums für Psychologische Information und Dokumentation, heute Leibniz-Institut für Psychologie (ZPID). Von 1982 bis 1995 war er Vorsitzender des wissenschaftlichen Beirats am Max-Planck-Institut für Bildungsforschung in Berlin und leitete von 1993 bis 2000 das Zentrum für Gerechtigkeitsforschung an der Universität Potsdam. Von 1997 bis 2002 war er Gründungspräsident der International Society for Justice Research (ISJR).
Im Jahre 1993 verlieh ihm die Alexander von Humboldt-Stiftung  den Max Planck Forschungspreis für internationale Forschungskooperation. 1995 wurde er in die Berlin-Brandenburgische Akademie der Wissenschaften, 2000 in die Deutsche Nationalakademie Leopoldina aufgenommen. Im Jahre 2004 erhielt er den Franz Weinert Preis der Deutschen Gesellschaft für Psychologie, im Jahre 2010 den Life Time Achievement Award der ISJR.

## Themenschwerpunkte in Forschung und Publikationen
Am Beginn seiner akademischen Karriere standen Arbeiten zur pädagogischen und Entwicklungspsychologie im Vordergrund. Ein Anliegen war die kritische Auseinandersetzung mit dem damals noch einflussreichen Behaviorismus, u. a. in einem Buch „Die Lernpsychologie Jean Piagets“ (1970, Klett Verlag), in empirischen Studien zur Sozialisation und in Texten zur Angewandten Entwicklungspsychologie.
Seit 1980 befasste er sich mit seiner Arbeitsgruppe in der Forschung vorwiegend mit sozialpsychologischen Themen, insbesondere mit Gerechtigkeitsüberzeugungen und -motiven (Glaube an eine gerechte Welt; Sensibilität für erfahrene oder beobachtete Ungerechtigkeit; Zentralität von Gerechtigkeit) und deren Auswirkungen auf Erleben, Urteilen und Handeln, u. a. Empörung über Ungerechtigkeiten und „existenzielle Schuldgefühle“ wegen der eigenen privilegierten Lebenslage. Soziale Verantwortung und Umweltverantwortlichkeit waren weitere Arbeitsschwerpunkt.
In vielen Projekten wurde die eminente Bedeutung von Gerechtigkeitsüberzeugungen und -motiven im persönlichen Leben aufgezeigt, aber auch im gesellschaftlichen und politischen Leben, u. a. in Studien zur Deutschen Wiedervereinigung, zu Beschäftigungs- und zur Umweltpolitik.
All dem liegt eine kritische Auseinandersetzung mit dem ökonomischen Menschenbild, dem Homo oeconomicus und dem rational choice Modell zugrunde, in dem Eigeninteresse als das kardinale Motiv des Menschen angenommen wird. Die Kritik wird durch eine Vielzahl empirischer Studien seiner Arbeitsgruppe über soziale und ökologische Verantwortung und Engagementbereitschaft untermauert. Montada belegt die These, das Gerechtigkeitsmotiv sei universell und vielfach einflussmächtiger als Eigeninteresse mit breit gefächerten empirischen Forschungsbefunden (vgl. Montada, 2003; Montada, 2012).
Einen weiteren Themenschwerpunkt bilden ausgehend von einem programmatischen Artikel (Montada, 1989) Arbeiten über Emotionen, speziell über Emotionen in sozialen Interaktionen wie Empörung, Neid, Eifersucht, Schuld, Scham, Feindseligkeit und Hass.
Alle diese Forschungslinien fließen ein in die Analyse sozialer Konflikte und Möglichkeiten ihrer Beilegung durch Mediation – Montadas Arbeitsschwerpunkt seit 2000. Die spezifisch psychologischen Anregungen zur Konfliktmediation sind in Beiträgen in einschlägigen Zeitschriften und Sammelwerken zu finden.
Über diese psychologischen Forschungsthemen hinaus hat Leo Montada mit Günter Krampen an szientometrischen Studien zur Disziplin Psychologie im deutschen Sprachraum mitgewirkt, u. a. über die internationale Rezeption der Forschung aus den deutschsprachigen Ländern, über Entwicklungen in Teildisziplinen des Faches und über die Bewertung von Leistungskriterien für akademische Positionsträger.